# Isovaléraldéhyde
L’isovaléraldéhyde, aussi connu sous le nom de 3-méthylbutanal, est un composé organique de formule (CH3)2CHCH2CHO. Cet aldéhyde se présente sous la forme d’un liquide transparent dans les conditions standard de pression et température et peut être trouvé en faible quantité dans de nombreux aliments. Il peut être produit à des fins commerciales et est utilisé en tant que réactif dans la production de médicaments et pesticides.

## Synthèse
Différentes voies de synthèse existent. L’une d’elles s’effectue par hydroformylation de l’isobutène : 
(CH3)2C=CH2 + H2 + CO → (CH3)2C−CH2CHO 
Lors de cette réaction, une petite quantité de 2,2-diméthylpropanal (CH3)2C−C(CHO)CH3 en tant que produit secondaire est aussi générée.
Une autre voie de synthèse implique l’isomérisation de 3-méthylbut-3-en-1-ol en utilisant le CuO-ZnO ou un mélange de 3-méthylbut-3-en-1-ol et de 3-méthylbut-2-en-1-ol en tant que catalyseur. Ces derniers sont obtenus à l’issue d’une réaction entre l’isobutène et le formaldéhyde :
CH3CH3CCH2 + CH2O → (CH3)2CHCH2CHO
Dans le cas de la bière, ce composé est produit via une réaction entre un acide aminé, la leucine, et d’énol dans le malt.

## Propriétés
Le 3-méthylbutanal est sensible à l’air et à la lumière et possède une viscosité de 0,58 mPa·s à 20 °C.

## Test de présence
Le test de présence du 3-méthylbutanal peut se faire via une absorption avec un papier filtre imprégné de 2,4- Dinitrophénylhydrazin, suivi d’une désorption avec l’acétonitril. Pour finir, une CLHP avec une lampe UV (365 nm) est effectuée.

## Utilisations
Le 3-méthylbutanal est utilisé en tant qu’intermédiaire dans la synthèse de substances actives, vitamines, pesticides, solvants et de plastifiants. Il a été constaté que le 3-méthylbutanal jouait un rôle d’arôme dans différents types de nourriture. Il a un goût malté et se trouve dans le fromage, le café, le poulet, le poisson, le chocolat, l’huile d'olive et le thé,.
Le 3-méthylbutanal est utilisé en tant que réactif dans la synthèse de nombreux composés, notamment dans la synthèse du 2,3-diméthylbut-2-ène, qui est ensuite converti en 2,3-diméthylbutane-2,3-diol et en pinacolone.  Ce dernier est utilisé dans la synthèse de nombreux pesticides. De plus, des gammes de médicaments, comme le butizide, sont synthétisés à partir du 3-méthylbutanal et l’acide correspondant.